# Nikolaj Frobenius
Nikolaj Frobenius (født 29. september 1965 i Oslo) er en norsk forfatter. Han debuterede i 1986 med prosatekstsamlingen Virvl. Frobenius er uddannet ved London Institute of Screenwriting, han har skrevet flere filmmanuskripter og arbejder siden 2005 som filmkonsulent for Norsk filmfond.
Frobenius har tidligere været redaktør for litteraturtidsskriftet Vinduet. Hans roman Latours katalog er oversat til en række sprog.
Frobenius udgav i 2004 romanen Teori og praksis, som han kaldte en løgnagtig selvbiografi om opvækst på Rykkinn.